# Owcza Góra (Kłodzko)
Owcza Góra (wcześniej występowała też nazwa Osiedle Leśne, niem. Schäferberg) – osiedle we wschodniej części Kłodzku, położone na wzniesieniu o tej samej nazwie w województwie dolnośląskim, w powiecie kłodzkim. Generalnie jest to osiedle domów jednorodzinnych, pierwsze z nich zostały oddane do użytku w 1988 roku.

## Geografia

### Położenie geograficzne
Owcza Góra położona jest na prawym brzegu Nysy Kłodzkiej. Na północy graniczy z Jurandowem (Goszycami), zaś na wschodzie z Mariańską Doliną (Dolnią) i Wojciechowicami w gminie wiejskiej Kłodzko. Z kolei na południu sąsiaduje z Przedmieściem Wojciechowickim. Od centrum miasta położonego na zachodzie, oddalona jest o około 1,5 km.

### Warunki naturalne
Osiedle położone jest na długim bocznym ramieniu Grzbietu Wschodniego Gór Bardzkich, odchodzącego od Łaszczowej i sięgającego po zbieg Jodłownika i Nysy Kłodzkiej w Kłodzku. Kulminacyjnym szczytem tego ramienia jest liczące 346 m n.p.m. wzniesienie, które także nosi nazwę Owczej Góry. Wzniesienie to stanowi wschodnią flankę przewężenia doliny rzeki, pomiędzy nią a Forteczną Górą, którym prowadzi ważna szosa (trasa północ-południe w Kłodzku) i linia kolejowa. Owcza Góra zbudowana jest łupków krystalicznych, zaliczanych do skał metamorfiku kłodzko-złotostockiego. Cały szczyt góry zajmuje fort pomocniczy Owcza Góra zwany potocznie „Małą Twierdzą”.

## Historia

### Początki i okres pruski

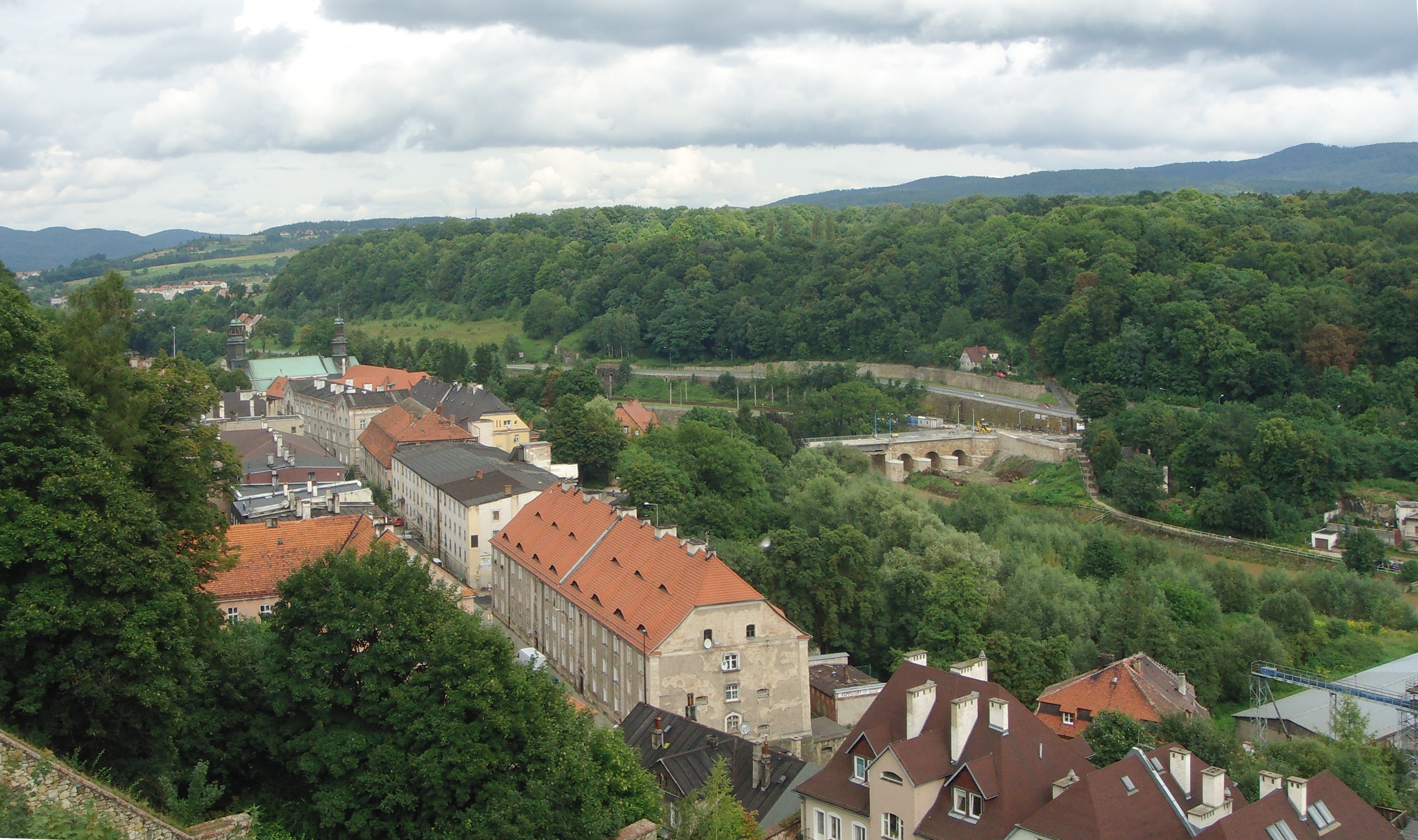
Panorama Przedmieścia Ząbkowickiego z twierdzy kłodzkiej z widoczną po prawej stronie Nysy Kłodzkiej Owczą Górą

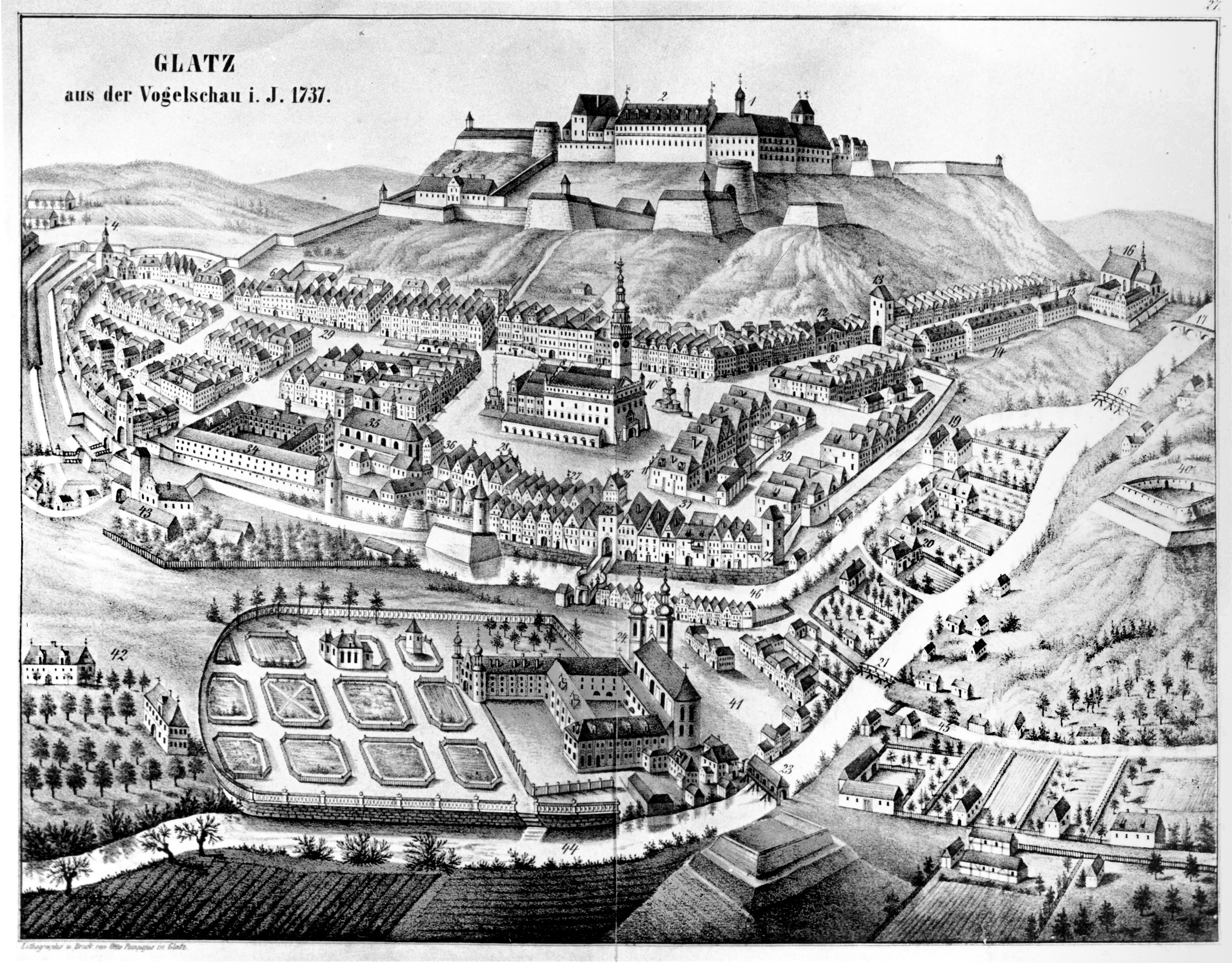
Panorama Kłodzka z 1737 roku z widocznymi austriackimi fortyfikacjami na Owczej Górze

Teren Owczej Góry od czasów średniowiecza był niezamieszkany i porośnięty przez lasy, stanowiące źródło drewna dla mieszkańców okolicznych kłodzkich przedmieść. Sytuacja zaczęła zmieniać się w okresie nowożytnym. W czasie wojny trzydziestoletniej (1618–1648) powstały na zachodnim stoku wzniesienia Owcza Góra, pierwsze elementy fortyfikacji wojskowych, którymi były trzy baterię.
Dalsza rozbudowa Owczej Góry miała miejsce po zdobyciu ziemi kłodzkiej przez Prusaków w 1742 roku. Ich ówczesny król Fryderyk II Wielki Hohenzollern polecił swojemu nadwornemu architektowi Gerhardowi Coreliusowi van Wallrawe, zaprojektowanie nowej twierdzy kłodzkiej, której częścią miał być fort pomocniczy wzniesiony na Owczej Górze. Nowy fort miał za główne zadanie zaryglowanie strategicznego przejścia doliny Nysy Kłodzkiej. Prace budowlane rozpoczęto już w 1743 roku, jednak zasadnicze prace budowlane przy wznoszeniu fortu miały miejsce w latach 1745–1750. Kierował nimi inny znany architekt major inżynierii Christian Friedrich von Wrede. W ich efekcie na wzniesieniu Owcza Góra powstał fort centralny w kształcie sześciobocznej, nieregularnej gwiazdy. Dodatkowo od wschodu poszczególne bastiony zostały wzbogacone o kleszcze tworzące tzw. Koronę Niską, zaś te od zachodu utworzyły Koronę Wysoką. Ponadto od strony miasta wzniesiono Basteję Podkową w celu osłony wjazdu do twierdzy.
Po zakończeniu wojny siedmioletniej, zwanej także III wojną śląską (1756–1763) owczogórski fort został rozbudowany o fosę, ukryte drogi oraz lunety. Połączono go z twierdzą główną poprzez Nysę Kłodzką przegradzając jej koryto jazem piętrzącym, mostem zwodzonym oraz ufortyfikowanymi bramami z szańcami i bateriami. Wybudowano ponadto pierścień zewnętrznych rawelinów i lunet od wschodu. Fort wraz z twierdzą były oblegane przez Francuzów w okresie od lutego do lipca 1807 roku, kiedy nastąpiła kapitulacja Prusaków.
W ciągu XIX wieku fort na Owczej Górze utracił znaczenie militarne, mimo to wciąż stacjonowała w nim załoga wojskowa. Począwszy od 1870 roku rozpoczęto powoli go rozbrajać. W 1875 roku podczas budowy linii kolejowej z Kłodzka do Międzylesia rozebrano część fortyfikacji w pobliżu rzeki w celu ułożenia torów kolejowych.

### Likwidacja funkcji wojskowej Owczej Góry

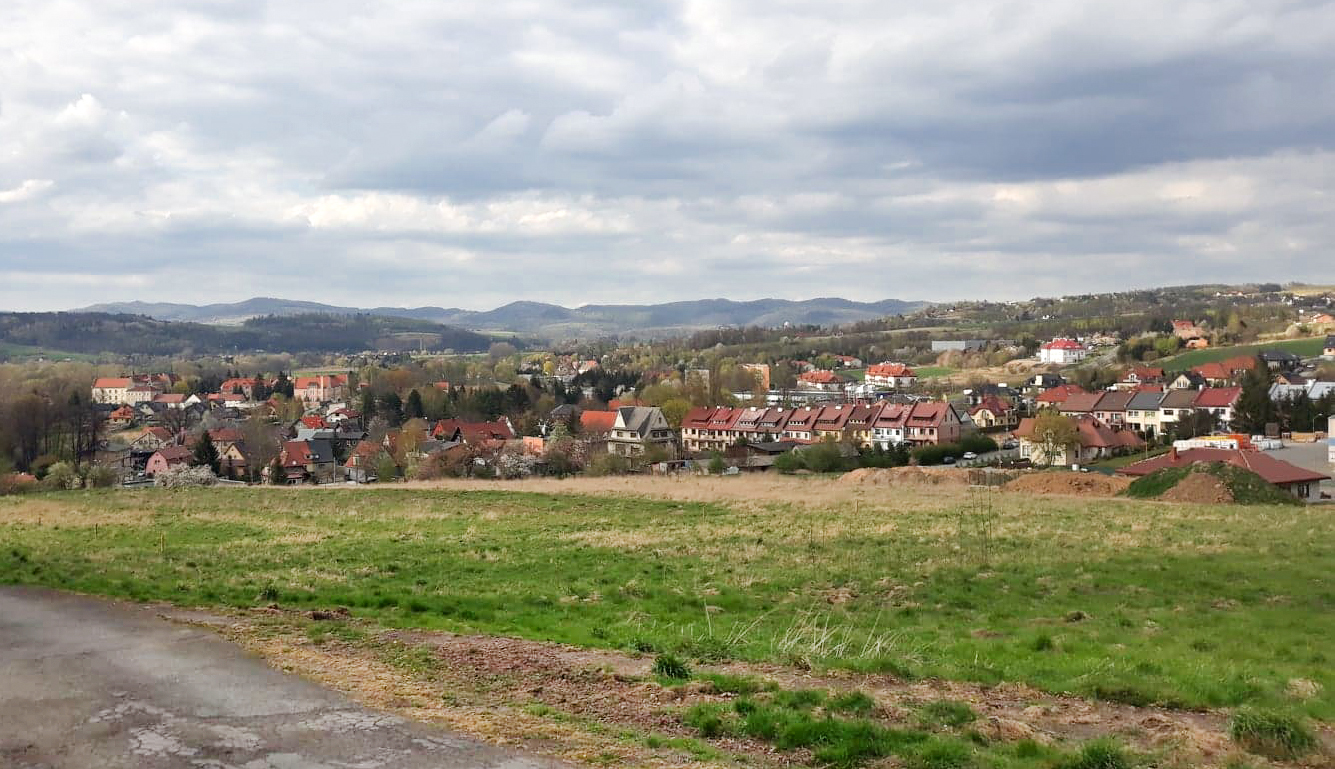
Panorama osiedla Owcza Góra (Osiedla Leśnego)

Ważnym wydarzeniem było zniesienie w 1877 roku przez władze niemieckie statusu miasta-twierdzy w Kłodzku, który do tej pory znacząco ograniczał rozwój zabudowy w mieście. W 1888 roku kompleks umocnień na Owczej Górze przeszedł na własność miasta, zaczęto go przystosowywać dla potrzeb cywilnych, w czym dużą rolę odegrało Kłodzkie Towarzystwo Górskie. Dotychczasowe obiekty wojskowe zaczęły pełnić rolę turystyczną. W zachodniej części urządzono tarasy widokowe, restaurację oraz wieżę widokową. Niektóre miejsca zostały zadrzewione, w tym wschodni obszar dawnego fortu, gdzie urządzono promenadę w 1903 roku. Przez kolejne lata infrastruktura rekreacyjna na Owczej Górze miała zostać rozbudowana. Planowano wybudowanie na południowym jej stoku toru saneczkowego oraz kortów tenisowych. Jednak propozycje te spotkały się ze sprzeciwem mieszkańców, którzy obawiali się, że ten cichy zakątek miasta, jakim była chętnie odwiedzana wówczas Owcza Góra, ulegnie zniszczeniu.
Pod koniec II wojny światowej na Owczej Górze urządzono przeniesione z twierdzy głównej więzienie Wehrmachtu.

### W granicach Polski

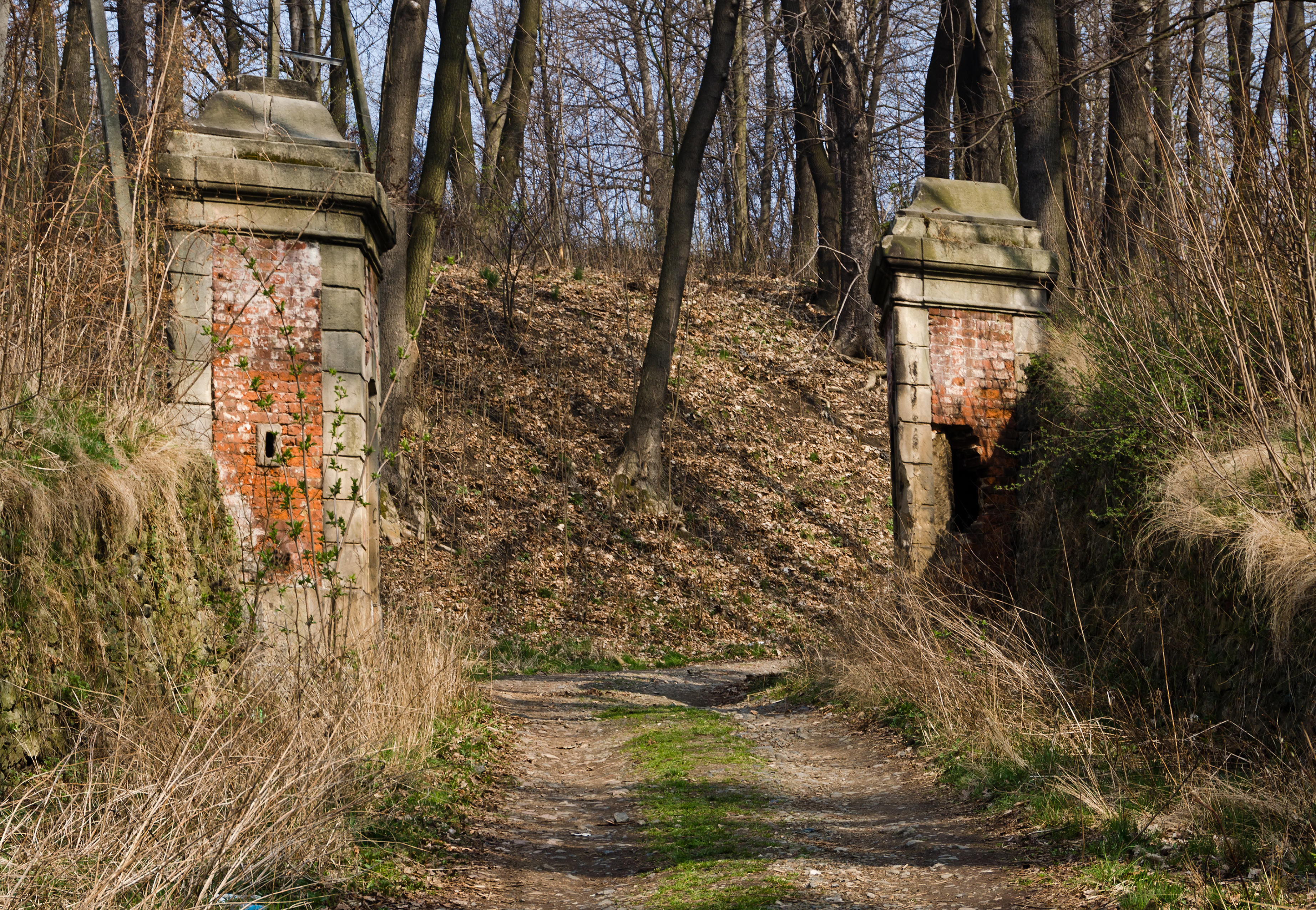
Brama prowadząca do fortu Owcza Góra

Po zakończeniu działań wojennych w 1945 roku i przyłączenia Kłodzka do Polski, historyczne zabudowania na Owczej Górze przez dłuższy czas stały opuszczone. W ciągu kolejnych dekad w części z nich ulokowano magazyny, a reszta obiektu popadła w ruinę. Obiekt zarósł drzewami i krzewami. W latach 70. XX wieku wzdłuż ulicy Wiejskiej wybudowano cztery bloki mieszkalne, w których następnie urządzono mieszkania socjalne, do których przeniesiona została ludność romska. Obszar ten w potocznej nomenklaturze zyskał wśród mieszkańców nazwę Parkówka. W latach 80. XX wieku na wschodnich obrzeżach fortu, gdzie wcześniej znajdowały się pola i łąki, zaczęto wznosić domy jednorodzinne w zabudowie szeregowej, której główną osią zostały ulice: Kasztanowa i Lipowa. Powstające osiedle początkowo otrzymało nazwę Osiedla Leśnego, jednak ostatecznie upowszechniła się nazwa Owcza Góra, które funkcjonuje do dziś. Jego budowę zasadniczo ukończono w 1988 roku. Od lat 90. XX wieku we wschodniej części Owczej Góry ma miejsce budowa nowych wolno stojących domów jednorodzinnych oraz zakładane są sukcesywnie nowe ulice. W latach 2014–2016 osiedle wzbogaciło się o własną świątynię katolicką i związaną z nim parafię św. Jana Pawła II.
Od XXI wieku kolejne ekipy rządzące miastem zmierzają do rewaloryzacji dawnego fortu Owcza Góra i przywrócenia jego funkcji turystyczno-rekreacyjnej, zgodnej z uchwalonym przez Radę Miasta Miejscowym Planem Zagospodarowania Przestrzennego. W 2015 roku przedstawiono koncepcję przebudowy owczogórskiego fortu. W jego obrębie miały być zlokalizowane: budynki wielorodzinne z apartamentowcami, hotel ze spa, wieża widokowa, amfiteatr, powierzchnie wystawiennicze, park linowy, plac zabaw, teren gier wojskowych, teren do paintballu i wspinaczki, zaplecze gastronomiczne i turystyczne. W otoczeniu powstać miały także stacje kolejki gondolowej, parking oraz punkty widokowe. Założenia zakładały, że 56% powierzchni fortu pełnić będzie funkcję mieszkalną, 23% hotelarską, a 21% usługową. Realizacja tego przedsięwzięcia planowana była w latach 2016–2023. Po 2014, wobec zadłużenia miasta, odstąpiono od tego projektu.

## Administracja

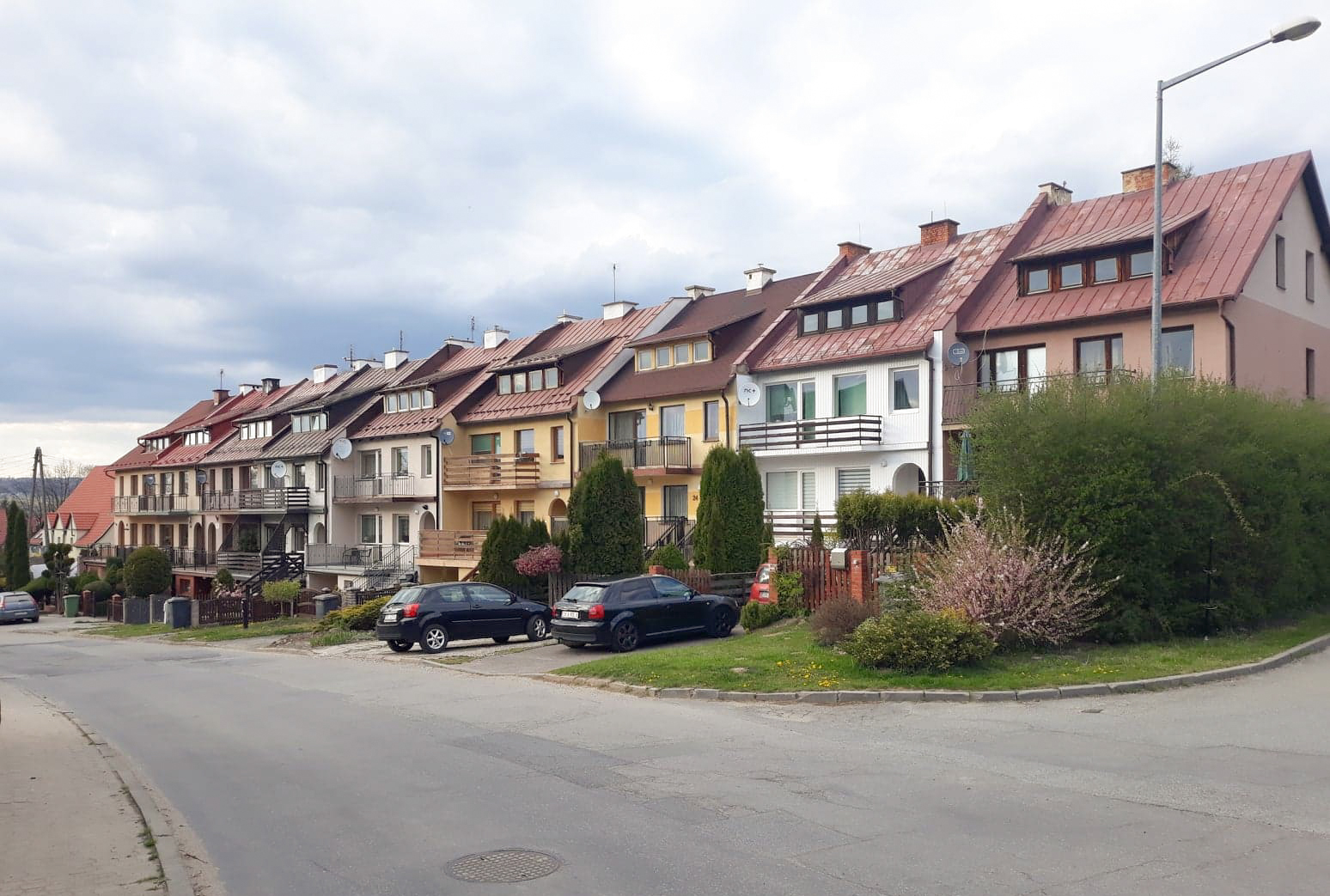
Szeregowe domy jednorodzinne na osiedlu Owcza Góra

Owcza Góra od czasów średniowiecza dzieliła losy polityczno-administracyjne Kłodzka. Po zbudowaniu przez Prusaków w latach 40. XVIII wieku na jej szczycie fortu pomocniczego teren ten został oficjalnie włączony w system umocnień miejskich, znajdując się od XIX wieku w granicach miasta. Po zakończeniu II wojny światowej obszar ten jako część Kłodzka znalazł się w granicach Polski. Wszedł w skład województwa wrocławskiego, powiatu kłodzkiego. Z kolei po zmianach w administracji terenowej w latach 70. XX wieku, znalazł się w granicach województwa wałbrzyskiego. W 1999 roku ponownie reaktywowano powiat kłodzki, który wszedł w skład województwa dolnośląskiego.
Na terenie Kłodzka nie występują pomocnicze jednostki administracyjne, takie jak: osiedla, czy dzielnice, dlatego też o większości spraw decyduje samorząd miejski. Mieszkańcy wybierają do Rady Miasta sześciu radnych co 5 lat (do 2018 roku kadencja wynosiła 4 lata), tworząc okręg wyborczy nr 1, wraz z całą wschodnią częścią miasta, położoną na prawym brzegu Nysy Kłodzkiej.

## Edukacja i kultura
Osiedle Leśne nie posiada własnych placówek oświatowo-kulturalnych. Dzieci w wieku 7–15 lat kształcą się w znajdującej się na Jurandowie, Szkole Podstawowej nr 2 im. Jana Pawła II przy ul. Zamiejskiej 24. Po jej ukończeniu młodzież kontynuuje w zdecydowanej większości naukę w szkołach średnich położonych w centrum miasta.

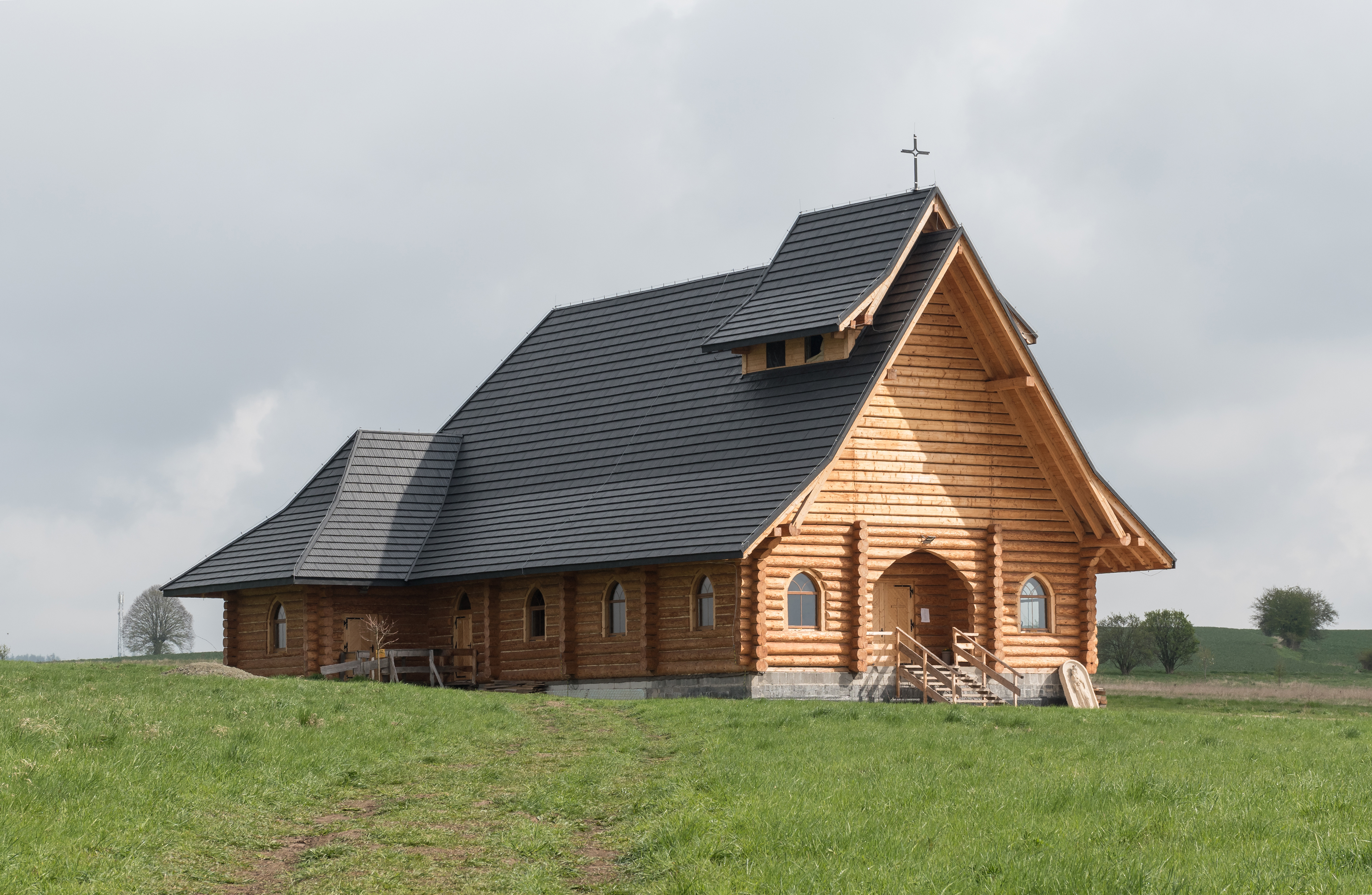
Kościół parafialny św. Jana Pawła II przy ul. Cedrowej

## Religia
Na terenie Owczej Góry dekretem biskupa świdnickiego Ignacego Deca powstała w 2016 roku samodzielna parafia katolicka św. Jana Pawła II. Została ona wyodrębniona z dotychczasowych parafii: Matki Bożej Różańcowej i Niepokalanego Poczęcia Najświętszej Maryi Panny. Organizatorem parafii i jej proboszczem został ks. Janusz Garula. Parafia ta wchodzi w skład diecezji świdnickiej i dekanatu kłodzkiego.
Parafia św. Jana Pawła II na Owczej Górze posiada własny kościół parafialny pod tym samym wezwaniem zbudowany w latach 2014–2016 w stylu góralskim według projektu Henryka Markiewicza. Całość świątyni wykonana została z elementów drewnianych.

## Architektura i urbanistyka

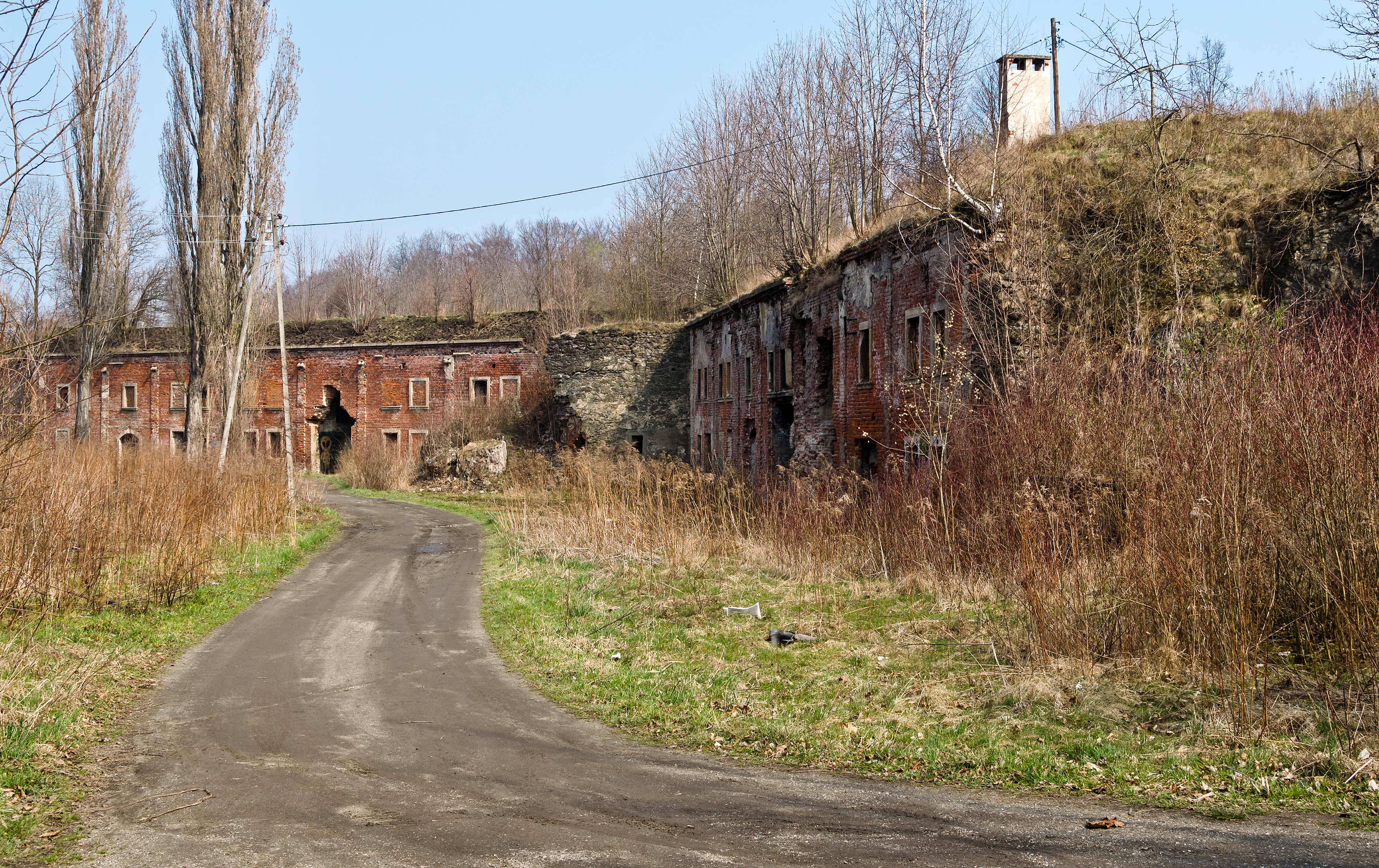
Dawne zabudowania kleszczy w Koronie Wysokiej fortu Owcza Góra

Najcenniejszym zabytkiem na terenie osiedla jest pochodzący z XVIII wieku fort Owcza Góra (niem. Hilfsfestung Schäferberg). Większość jego umocnień wybudowano z łamanego kamienia, częściowo z cegły. Pod względem architektonicznym jest to styl militarny – surowy i pozbawiony jakichkolwiek zdobień. W zachowanych fragmentach fortu są widoczne jedynie ubogie kamienne portale, opasania okien i gzymsy. Po 1945 roku część pomieszczeń fortu użytkowana była na cele magazynowe, zaś reszta obiektu popadała w coraz większą ruinę.
Na południowo-zachodnim zboczu fortu Owcza Góra przy ul. Wiejskiej, znajduje się niewielkie osiedle, powstałe w latach 70. XX wieku. Składa się ono z czterech dwukondygnacyjnych bloków liczących po dwie klatki każdy, w których znajdują się mieszkania socjalne. Zamieszkiwane są one w większości przez ludność romską.
W 2. połowie lat 80. XX wieku na wschodnim zboczu fortu Owcza Góra wzniesiono osiedle szeregowych domów jednorodzinnych – Osiedle Leśne (Owcza Góra). W ciągu kolejnych trzydziestu lat miała miejsce rozbudowa osiedla Owcza Góra w kierunku wschodnim. Powstały tam nowe domy jednorodzinne, stawiane na prywatnych gruntach.
W skład osiedla Owcza Góra wchodzi 13 ulic:
| - ul. Cedrowa - ul. Cyprysowa - ul. Grabowa - ul. Jagodowa - ul. Kasztanowa - ul. Krzywa (część) - ul. Śliwkowa | - ul. Lipowa - ul. Orzechowa - ul. Podgrodzie (część) - ul. Sosnowa - ul. Świerkowa - ul. Wiejska |

## Gospodarka

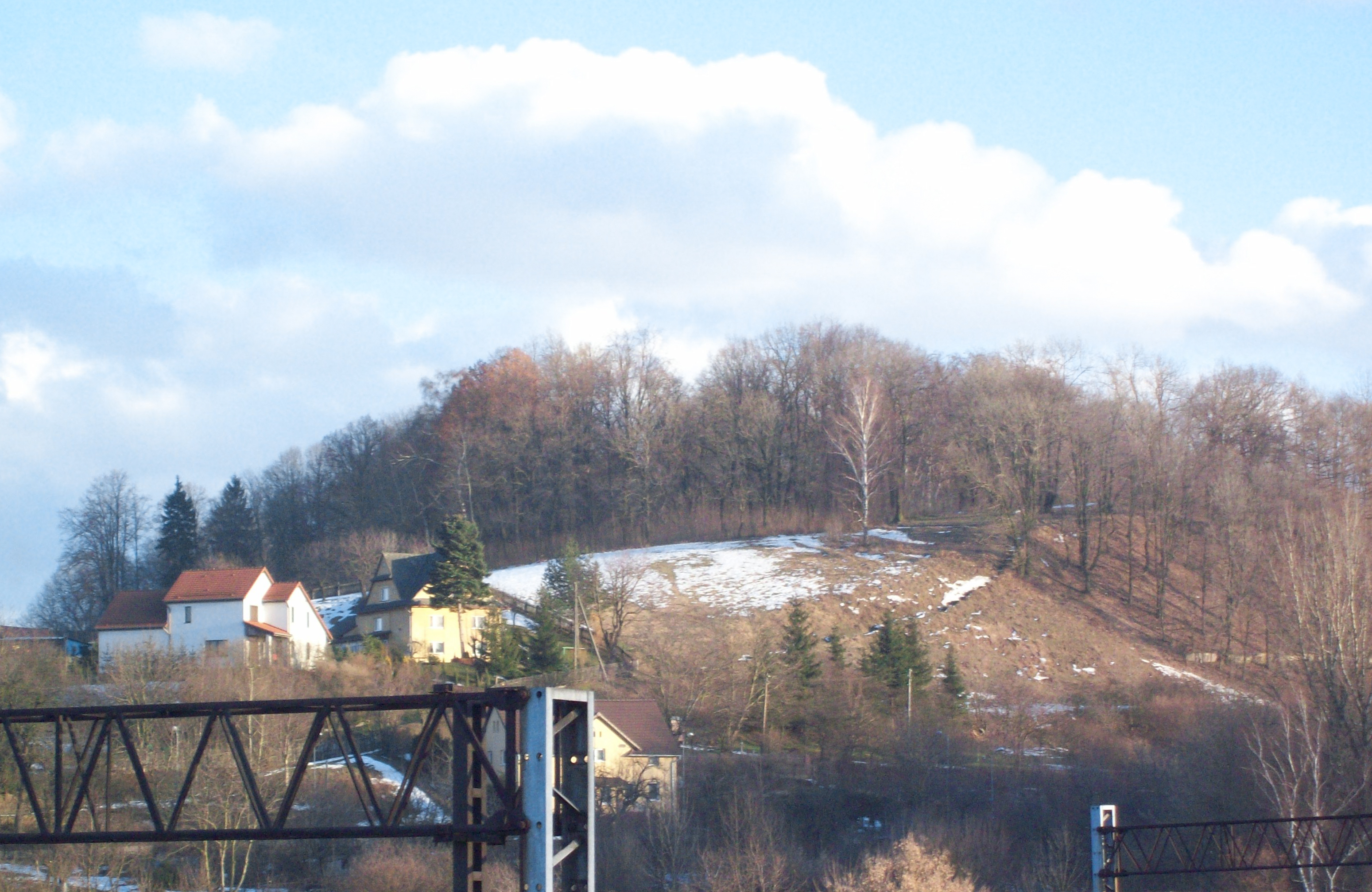
Północne zbocze Owczej Góry widziane z dworca kolejowego Kłodzko Główne, dawniej w tym miejscu znajdowała się wieża widokowa z restauracją

Osiedle Owcza Góra nie posiada rozbudowanej infrastruktury handlowo-usługowej. Znajduje się tutaj wyłącznie kilka prywatnych sklepów o charakterze osiedlowym oraz hurtownia budowlana.

## Rekreacja
Między ulicami Lipową i Kasztanową znajduje się powstały z inicjatywy mieszkańców plac zabaw, na który składa się m.in. boisko do koszykówki. Poza tym ulubionym miejscem rekreacji oraz spacerów są zalesione tereny dawnego fortu Owcza Góra, z którego północnego skraju rozciąga się doskonała panorama widokowa na zabudowania Goszyc z dworcem Kłodzko Główne oraz na północną część Kotliny Kłodzkiej. Teren ten wykorzystywany jest także na organizację ognisk.

## Infrastruktura

### Transport
Współcześnie osiedle Owcza Góra położone jest na uboczu ważnych szlaków komunikacyjnych. Najważniejszą arterię stanowi ulica Podgrodzie, która do otwarcia obwodnicy Kłodzka w 2018 roku, była fragmentem drogi krajowej nr 33. Współcześnie stanowi trasę północ-południe w Kłodzku. Obecnie ma ona podobnie jak pozostałe ulice na osiedlu kategorię drogi gminnej.

### Komunikacja

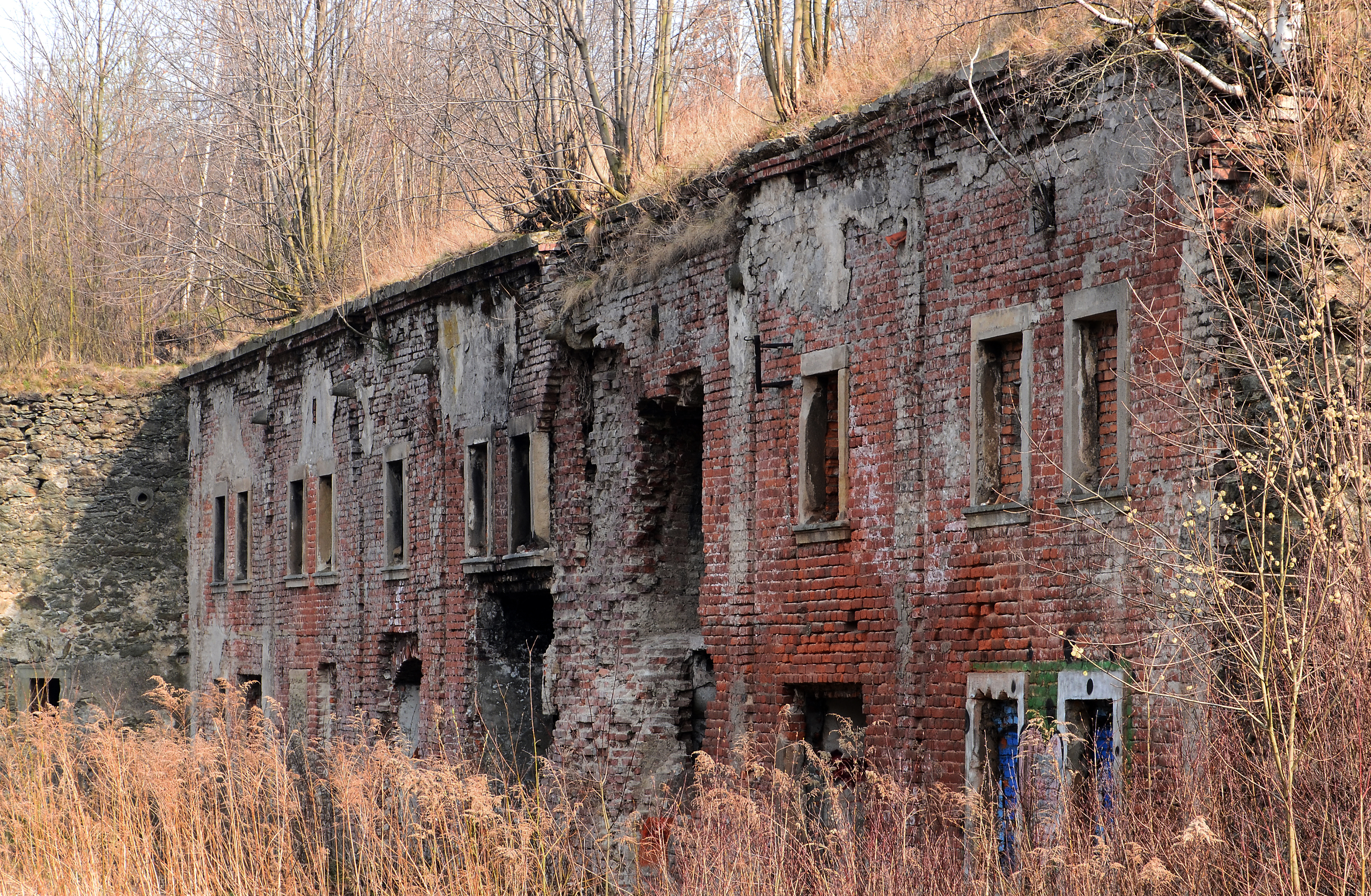
Zabudowa dawnych koszar na Owczej Górze

Na terenie osiedla znajdował się jeden przystanek autobusowy firmy A-Vista – Kłodzko, ul. Lipowa. Obsługiwały go busy na trasie z ul. Zajęczej (Urząd Celny) w kierunku ul. Szpitalnej. Współcześnie przystanek jest nieczynny.
Przez ulicę Podgrodzie, przy której jest przystanek na żądanie, przejeżdżają autobusy podmiejskie i dalekobieżne.

### Bezpieczeństwo
W zakresie ochrony przeciwpożarowej oraz innych miejscowych zagrożeń – mieszkańcy Owczej Góry podlegają pod rejon działania Komendy Powiatowej Straży Pożarnej oraz Komendy Powiatowej Policji w Kłodzku. Funkcję dzielnicowego sprawuje: asp. szt. Justyna Pękosz z IV Rejonu Służbowego. Z ramienia kłodzkiej straży miejskiej IV Rejon Służbowy obsługują st. insp. Leszek Łoś i specjalista Wojciech Szczepański.

## Ciekawostki
- Na południowym stoku wzgórza Owcza Góra znajdują się pozostałości dawnego obozu pracy z czasów II wojny światowej[43][44].
- We wschodniej części osiedla na wzniesieniu o wysokości 361 m n.p.m. przy ul. Jagodowej, znajdują się pozostałości po nieistniejącym już cmentarzu cholerycznym. Powstał on w XIX wieku i przeznaczony był do grzebania na nim ofiar epidemii cholery z lat: 1832, 1849, 1860, 1866, 1870 i 1873. Po ok. 1990 roku cmentarz został zapomniany i uległ zaoraniu i zniszczeniu[45].
- Na początku XX wieku projektowano urządzenie na Owczej Górze infrastruktury sportowo-rekreacyjnej. Chciano wybudować korty tenisowe, tor saneczkowy i skocznie narciarską. Ostatecznie wobec sprzeciwu mieszkańców nic z tych planów nie zrealizowano. Tor saneczkowy powstał na zachodnich zboczach twierdzy głównej w rejonie obecnego Parku Noworudzkiego[17]. Korty tenisowe ulokowano na stadionie miejskim[6], zaś skocznię narciarską przy ul. Walecznych[46].